# Polusan (roman Ratka Cvetnića)
Polusan, roman hrvatskog književnika Ratka Cvetnića.
Izašao je 2009., dvanaest godina poslije njegova prvog romana Kratki izlet, uz njegovo drugo izdanje. Polusan je opsežni roman u kojem Cvetnić opisuje Zagreb krajem osamdesetih godina prošlog stoljeća opisujući duh jednog vremena u kojem već ishlapjeli socijalizam troši svoje zadnje resurse. Glavni junak romana se „povlači po životu“ pokušavajući, relativno neuspješno odnosno relativno uspješno, skrenuti okolnosti sebi u korist. 
Za taj je roman dobio nagradu Ksaver Šandor Gjalski 2009. godine. Polusnom' Cvetnić nas odvodi u često tematizirane osamdesete godine, u vrijeme rasapa bivše države. Mozaične strukture, sačinjen od mnoštva epizoda, digresija i obilja likova, ovaj je roman pisan iznimno bogatim stilom, smislom za detalj i vještinom finog esejiziranja.